# Cephalotes oculatus
Espèce

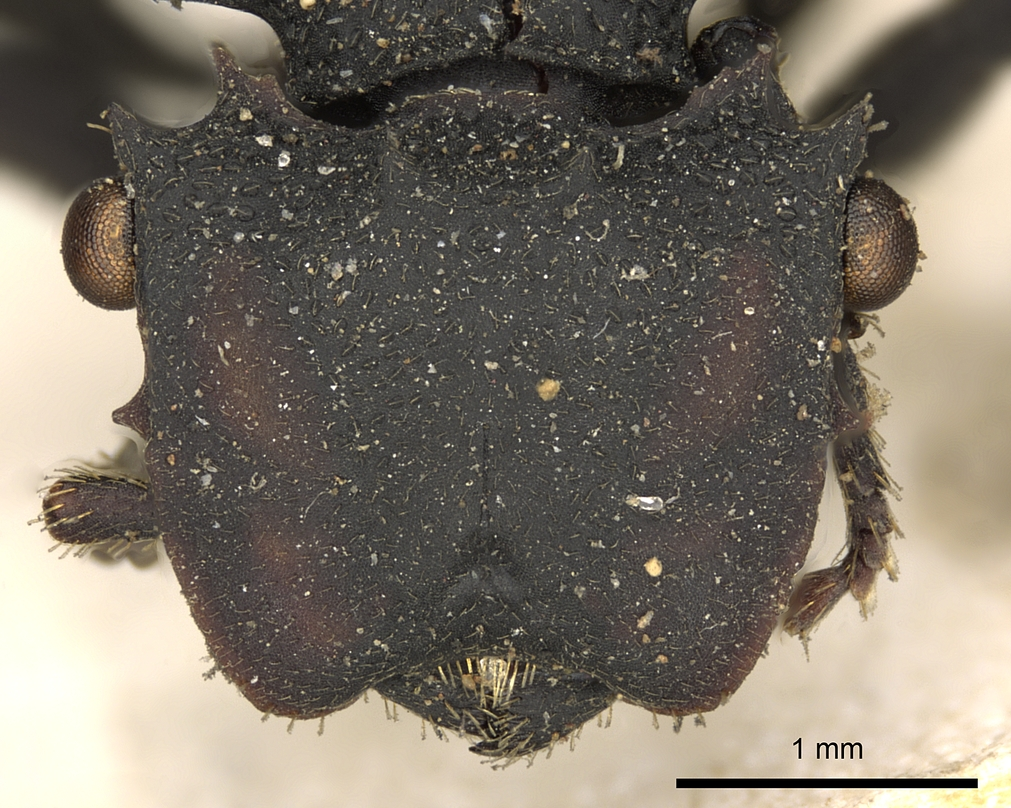
Tête de Cephalotes oculatus.

Cephalotes oculatus est une espèce de fourmis arboricoles de la sous-famille des Myrmicinae.

## Répartition
Cette espèce se rencontre dans toute la partie centrale de l'Amérique du Sud du Pérou à l'Ouest, jusqu'à l'État de Bahia à l'Est.

## Classification
Le nom valide complet (avec auteur) de ce taxon est Cephalotes oculatus (Spinola, 1851).
L'espèce a été initialement classée dans le genre Cryptocerus sous le protonyme Cryptocerus oculatus Spinola, 1851.
Cephalotes oculatus a pour synonymes :
- Cryptocerus aethiops Smith, 1853
- Cryptocerus oculatus Spinola, 1851